# Labrador Park (métro de Singapour)
Labrador Park est une station de métro à Singapour, située dans la zone de Bukit Merah et construite sous Telok Blangah Road. 
La station tire son nom du parc du même nom, qui a hébergé des fortifications et de l'artillerie des forces britanniques pendant la seconde guerre mondiale. 

## Histoire
La station a été inaugurée le 8 octobre 2011, pendant la phase 4 du développement de la ligne.